# سفارة أنغولا في المملكة المتحدة
سفارة أنغولا في المملكة المتحدة هي أرفع تمثيل دبلوماسي لدولة أنغولا لدى المملكة المتحدة. تقع السفارة في لندن وهي تهدف لتعزيز المصالح الأنغولية في المملكة المتحدة.

## وصلات خارجية
- قائمة سفارات أنغولا
- قائمة السفارات في المملكة المتحدة